# Babo
Babo is een bestuurslaag in het regentschap Aceh Tamiang van de provincie Atjeh, Indonesië. Babo telt 2303 inwoners (volkstelling 2010).